# Букаву
Бука́ву (фр. Ville de Bukavu; ранее — Костерманви́ль, фр. Costermansville, нидерл. Costermansstad) — город-порт в Демократической Республике Конго, административный центр провинции Южное Киву. В городе — 241 690 жителей (2009), ещё около 250 тыс. человек живут в пригородах.

## Географическое положение
Город находится на востоке Демократической Республики Конго в провинции Южное Киву, на южном берегу озера Киву, недалеко от национального парка Канузи Биега и вулкана Тшибинда. До столицы расстояние составляет 2280 км.
В нескольких километрах от города (на границе с Руандой) расположена миротворческая база ООН.

## История
Букаву основан в 1901 году бельгийским колониальным управлением и назывался до 1966 года Костерманвиль. До 1960 года город являлся любимым местом поселения бельгийцев, которых привлекал нежаркий климат (озеро Киву находится на высоте 1500 м над уровнем моря). На берегу озера было построено много вилл.
Букаву был важным транспортным и административным центром целой провинции Киву. Но во время Конголезского кризиса 1960-х город начал увядать.
В ходе войны и геноцида в Руанде беженцы из Руанды создали большую проблему беженцев в регионе Великих озёр Африки. Букаву стал центром восстания хуту против власти тутси в Руанде. Войска Руанды напали на Букаву в ноябре 1996, что вызвало Первую конголезскую войну. Возле Букаву были столкновения между повстанцами и силами правительства Конго.

### Вооружённый конфликт 2004 года
Начало вооружённого конфликта связано с действиями мятежного генерала Л. Нкунды, который вывел около тысячи подчиняющихся ему солдат — бывших повстанцев из провинции Северная Киву и 2 июня 2004 года захватил главный центр провинции Южная Киву — г. Букаву. Эту операцию Нкунда провел вместе с другим бывшим повстанческим лидером — представителем той же народности баньямуленге (в республике их называют конголезскими тутси из-за языкового родства с руандийскими тутси) полковником Ж. Мутебуси, недавно отстраненным от должности командующего 10-м военным регионом страны. Командиры мятежников утверждали, что их действия продиктованы исключительно необходимостью защиты членов племени баньямуленге — конголезских тутси.
2 июня 2004 года Совет Безопасности ООН распространил заявление своего председателя, в котором содержалось решительное осуждение вооруженного конфликта в Букаву и призыв к воюющим сторонам соблюдать соглашение о примирении и немедленно прекратить враждебные действия.
В самой Киншасе новость о взятии Букаву мятежниками вызвала крупные беспорядки и попытки демонстрантов захватить комплекс зданий ООН. Охрана штаб-квартиры и конголезская полиция вынуждены были применить слезоточивый газ и оружие. В результате 12 человек были убиты. Аналогичные демонстрации состоялись в городах Гома, Лубумбаши и Киси.
По некоторым данным около 10 тыс. женщин было изнасиловано, когда генерал Лоран Нкунда дал солдатам три дня на разграбление города.
9 июня 2004 года правительственные войска вошли в г. Букаву, не встретив никакого сопротивления. Вышедшие из подчинения военнослужащие из числа бывших повстанцев накануне покинули этот город. На востоке страны (в районе г. Каманьола) вспыхнули бои верных правительству войск и мятежников. Наиболее ожесточённые столкновения происходили у городского моста, находящегося всего в нескольких сотнях метров от границы с Руандой. Там правительственные войска блокировали дорогу, ведущую из города на север и юг. В ходе боевых действий вертолёты миротворческих сил ООН в ДРК обстреляли позиции мятежников.
На состоявшихся 25 июня 2004 года в столице Нигерии — г. Абудже — переговорах президенты ДРК Ж. Кабила и Руанды П. Кагаме выразили стремление не допустить возникновения нового вооруженного конфликта и подтвердили приверженность выполнению Преторийского мирного соглашения.
16 февраля 2025 года город был захвачен поддерживаемой Руандой группировкой М23.

### Достопримечательности

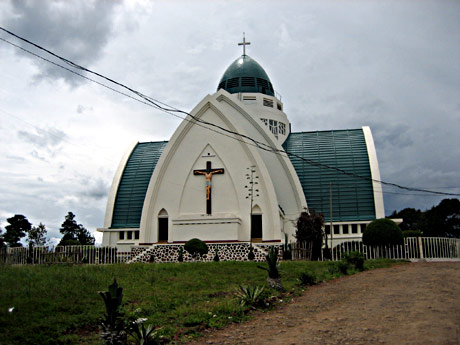
Кафедральный собор Нотр-Дам-де-ля-Пе в Букаву

Кафедральный собор Нотр-Дам-де-ля-Пе, стоящий на небольшой возвышенности — главный католический храм страны. Именно Букаву славится как оплот христианства в Конго. В городе находится резиденция архиепископа и Католический университет.
От колониальных времен сохранился двухэтажный белый дом с садом — резиденция губернатора. В городе действуют Институт научных исследований Центральной Африки, ГЭС Рузизи («Муруру»).
Знаменитый пешеходный мост «Чопо» через реку Рузизи (связующая нить между озёрами Киву и Танганьика), в середине 1990-х пропустил через себя миллионы беженцев из Руанды и обратно.

## Экономика
Городская промышленность сохранилась ещё от колониального времени и представлена химией (фармацевтика, инсектициды), пивоварением и полиграфией. На предприятиях осуществляется первичная переработка хинной коры, пиретрума, кофе. Имеется текстильная промышленность, производство стройматериалов, судоремонт.
Имеется сеть дилерских контор, продающих руду касситерита и колтана, добываемых на рудниках в районе Сзибира вблизи Букаву и используемых при изготовлении мобильных телефонов, DVD-приводов и компьютеров известными компаниями и брендами.

## Транспорт

### Аэропорт
Международный аэропорт Кавуму находится в 25 км от города.

### Автомобильный транспорт
Через Букаву проходит транс-африканский автодорожный маршрут  шоссе Лагос-Момбаса. Асфальтированная дорога связывает Букаву с г. Увира, находящимся менее чем в 120 км. Перевозки по ней осуществляются посредством маршрутных такси (в пути 2,5 часа; стоимость — 6$ с человека). Часть трассы проходит по территории Руанды. До Увира имеется также грунтовая дорога в обход Руанды, через г. Нгому. По маршруту в 6 утра отправляется рейсовый автобус.

### Паромное сообщение
Все сообщения с Гому осуществляется по водам озера Киву.

## Население
| - 1950 — - 1960 — 61 000 - 1970 — | - 1980 — - 1990 — 187 000 ▲ - 1994 — 202 000 ▲ | - 2005 — 225 431 ▲ - 2008 — - 2009 — 241 690 ▲ | - 2010 — - 2011 — - 2012 — |

### Религия
Город является центром одноимённой католической архиепархии.

## Происшествия
- 31 июля 2005 года в Букаву в возрасте 55 лет был убит Паскаль Кабунгулу Кибемби (Pascal Kabungulu Kibembi). Паскаль являлся вице-президентом региональной правозащитной головной группы в районе Великих озёр (Ligue des Droits de l’Homme dans la Région des Grands Lacs).
- 4 августа 2006 года при посадке в аэропорту города Букаву потерпел катастрофу самолёт российского производства Ан-28, который принадлежал авиакомпании Air Traset. В катастрофе погибли 17 человек. Экипаж состоял из 2 граждан Украины, а командир был гражданином России[4].
- 13 июня 2007 года в Букаву был убит журналист и правозащитник Серж Махеш (Serge Maheshe). Он работал редактором на радиостанции «Окапи» в Букаву, субсидируемой ООН.

## Уроженцы города
- Стефанос (Хараламбидис) — митрополит Таллинский и всей Эстонии, возглавляющий Эстонскую апостольскую православную церковь.